# Bratkovčík
Bratkovčík je chráněný areál v katastrálním území obce Trstená v okrese Tvrdošín v Žilinském kraji na Slovensku. Území bylo vyhlášeno v roce 1999 a jeho rozloha je 20,394 hektaru. Předmětem ochrany jsou vzácné a ohrožené druhy rostlin a živočichů a mokřadní biotopy severního Slovenska.